# Günter Busch (Kunsthistoriker)
Günter Busch (* 2. März 1917 in Bremen; † 23. Juni 2009 in Bremen) war ein deutscher Kunsthistoriker und Direktor der Kunsthalle Bremen.

## Biografie
Nach einer Ausbildung zum Kunsterzieher von 1936 bis 1940 studierte Busch an der Kunsthochschule Berlin-Schöneberg und wurde 1944 an der deutschen Karls-Universität Prag von Karl Maria Swoboda promoviert.
Swoboda war im Reichsprotektorat Böhmen und Mähren der maßgebliche nationalsozialistische Museumspolitiker mit dem Titel eines „Verwalters der reichseigenen Kulturgüter der Prager Museen“. Er schlug dem Reichsprotektor Reinhard Heydrich Ende 1941 die Gründung eines Graphischen Kabinetts vor. Von April 1942 an wurden die graphischen Bestände der Prager Museen, eingeschlossen konfisziertes Eigentum jüdischer Kunstsammler, im Rudolfinum zusammengeführt. Swoboda firmierte als Leiter der Graphischen Sammlung und machte seinen Schüler Busch zum Kustos.
Zum 1. Januar 1945 wurde Busch als Nachfolger des bei einem Bombenangriff umgekommenen Wilken von Alten zum Kustos an der Kunsthalle Bremen bestellt, wo er Mitte Februar 1945 eintraf. Nach dem Freitod von Kunsthallendirektor Emil Waldmann am 17. März 1945 übernahm Busch die wissenschaftliche Leitung der Kunsthalle. Die Rückgewinnung der ausgelagerten Sammlungen und die Wiederherstellung des zum Teil zerstörten Gebäudes waren zunächst die wichtigsten Aufgaben. Kommissarischer Direktor der Kunsthalle war von 1946 bis 1950 der Dichter Rudolf Alexander Schröder. Nach dessen Rücktritt wurde 1950 Busch nun auch offiziell Direktor des Instituts. 1947 war Busch von der amerikanischen Militärregierung zwischenzeitlich entlassen worden, unter dem Vorwurf der Amtsanmaßung, da er als ehemaliges Mitglied der NSDAP die Direktion nicht hätte übernehmen dürfen. Eine Parteimitgliedschaft Buschs hat sich aus den Akten nicht bestätigen lassen. Nach vierzehn Tagen Suspension wurde Busch wieder eingestellt.
Busch hielt es für vorrangig, mit den geringen Mitteln die Lücken in der Sammlung der Kunsthalle teilweise zu schließen, und brachte sein Sammlungskonzept auf die Begriffe „Konzentration und Verzicht“. Seine Ankaufspolitik entsprach dem Konzept des ersten Kunsthallendirektors Gustav Pauli (1899 bis 1914): Eine parallele Darstellung der deutschen und französischen Kunst des 19. Jahrhunderts und die Betonung einer „malerischen“ Malerei. Zu Buschs wichtigsten Erwerbungen gehören Gemälde von Eugène Delacroix, der Künstlergruppe Nabis sowie die Auswahl an Werken Max Beckmanns. Er pflegte das Kupferstichkabinett und erwarb unter anderem die umfangreiche Sammlung der Druckgrafik von Pablo Picasso. Die Zeichnung blieb sein bevorzugtes Forschungs- und Sammlungsgebiet. Zudem wurden 13 Gemälde von Paula Modersohn-Becker in die Sammlung aufgenommen. Schon 1947 zeigte er die erste Ausstellung mit Werken der Künstlerin, 1976 folgte die große Gedächtnisausstellung zu ihrem 100. Geburtstag, und 1982/83 präsentierte er ihre Landschaften. Durch großzügige Mäzene und durch Schenkungen wie bei der großen Jubiläums-Stiftung 1973 zum 150-jährigen Bestehen des Kunstvereins Bremen konnte die Kunsthalle neue Werke erwerben. Seit 1977 war Busch Mitglied der Deutschen Akademie für Sprache und Dichtung.
1984 wurde Busch nach fast 40-Jähriger Museumstätigkeit pensioniert. Sein Nachfolger wurde 1985 der Kunsthistoriker Siegfried Salzmann.
Der Kunsthistoriker Werner Busch ist sein Sohn.

### Ehrungen
- 1974 erhielt er den Sigmund-Freud-Preis für wissenschaftliche Prosa
- 1975 erhielt er das Bundesverdienstkreuz 1. Klasse
- 1967 erhielt er die Senatsmedaille für Kunst und Wissenschaft der Freien Hansestadt Bremen

## Werke
Er veröffentlichte wichtige Publikationen zu Künstlern wie Eugène Delacroix, Max Liebermann, Max Beckmann, Emil Nolde, Paula Modersohn-Becker und Otto Modersohn und widmete ihnen wegweisende Ausstellungen.